# Abája

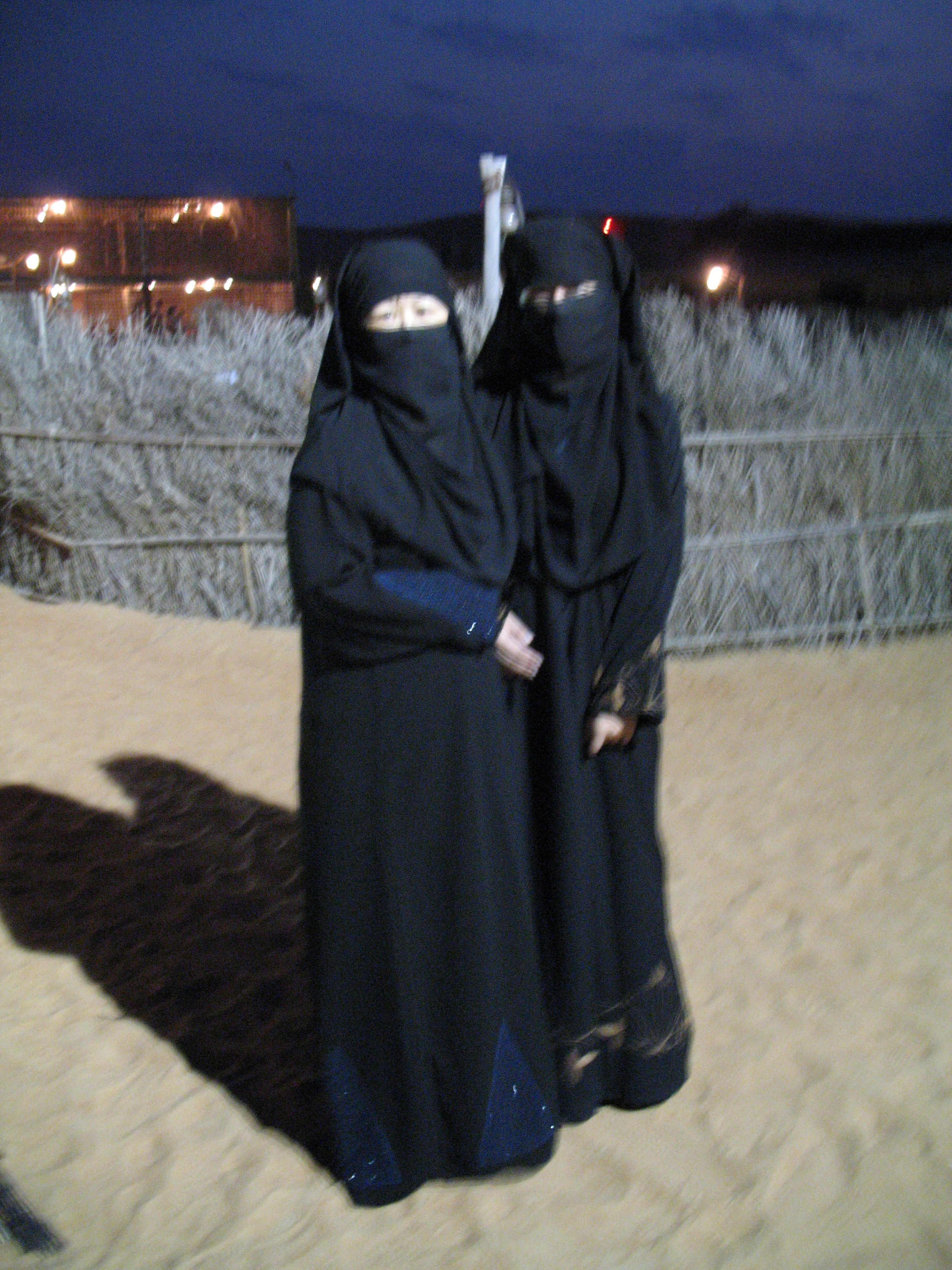
Abája a niqáb

Abája (arabsky عباءة‎) je druh svrchního oděvu, který nosí některé muslimské ženy na veřejnosti nejen v muslimských zemích, ale i tam, kde to není zakázáno. Jejím hlavním účelem je zakrýt celé ženino tělo, aby nepůsobilo necudně a nepřitahovalo pozornost okolí. Nejčastěji je černé barvy a střihem připomíná volné šaty.

## Druhy
Existují dva hlavní druhy abáje,lišicí se dále v detailech:
- Abája připomínající šaty, začínající na ramenou
- Rás abája (v angličtině nazývaná overhead), která začíná na hlavě. Je to v podstatě kus obdélníkové látky, kterým se žena zahalí od hlavy až k patě

Druhý zmiňovaný styl může být vpředu nesešitý – tato abája je také nazývaná jako čádor, populární je mezi šíitskými muslimkami či mezi beduíny – či sešitý, může mít jakési rukávy. Ty jsou oblíbené mezi moderně smýšlejícími ženami, z rás abáji se stává částečně klasická abája
První druh abáji se od sebe liší převážně stylem rukávů a dekoracemi. Obzvláště ve Spojených arabských emirátech jsou k vidění abáje s nejrůzněji ozdobenými rukávy.
Abáje jsou k dostání v mnoha materiálech od téměř průsvitných letních až po těžké teplé zimní.

## Barvy
Typickou barvou pro abáju je černá, konec rukávů však může být zdobený nejrůznějšími dekoracemi – krajkou, barevným lemem, flitry

## Kde se abája nosí
Abája se nosí především v Saúdské Arábii v Ománu. V Kuvajtu se těší oblibě rás abája, jež je nošena tradičně smýšlejícími ženami. V Íránu nazývají ženy abáju čádorem. V některých zemích je obzvláště rás abája považována za extremismus – ženy, jež tento styl nosí, jsou pokládány za stoupenkyně wahhábismu

## Co se nosí k abáje
Abája pozbývá smyslu pokud není doplněna hidžábem. Velké množství žen, které se zahalují do rás abáji, nosí také nikáb či rukavice. Pod abájou lze nosit cokoliv, neboť to ve většině případů zůstává skryto.